# أكمية أرجوانية
أكمية أرجوانية (الاسم العلمي:Aechmea purpurea) هي نوع غير مؤكد من النباتات تتبع جنس الأكمية من الفصيلة البروميلية.